# Вишня (археологический памятник)
Ви́шня (укр. Вишня) — археологический памятник, расположенный в черте украинского города Судовая Вишня.

## Расположение
Археологический памятник Вишня расположен в черте одноимённого города в Яворовском районе Львовской области Украины на реках Раковка и Вишня (приток Сана). Как древний населённый пункт упоминается в Галицко-Волынской летописи в связи с событиями 1230 года, когда им владел галицкий боярин Филипп, известный политикой враждебной Даниилу Галицкому.

## Описание
Памятник Вишня включает два городища, расположенные на западной и восточной окраинах современного города. Первое — в урочище Замчиско, второе — в урочище «На чвораках». Установлено, что оба городища были оборонительными замками, из которых 1-й существовал в X — начале XII века, а 2-й — в XII—XIII веках.

### Первое городище
Первое городище, которое сохранилось лучше, имело по периметру вала деревянные конструкции в виде клетей — ограждений оборонного и хозяйственного назначения. Обнаружены также следы въездных ворот, углублённые и наземные жилища. Найдено значительное количество различных изделий: железный бытовой инвентарь и оружие, глиняная посуда и тому подобное.

### Второе городище
Второе городище расположено в 3 км к востоку от первого на мысе реки Вишня. Оно разрушено карьерными разработками и застроено. Исследованиями установлено, что это городище возникло после гибели первого населённого пункта в урочище Замчиско и именно с ним связано упоминание в летописи. В южной его части обнаружены подкурганные захоронения кочевников X—XI веков со множеством серебряных, бронзовых и янтарных украшений.